# Дајана Агрон
Дајана Елис Агрон (енгл. Dianna Agron; Савана, Џорџија, 30. април 1986) је америчка глумица, пјевачица и плесачица. У 2006. години она је дебитовала на малим екранима улогом у CSI: NY. Од 2006. до 2007. године имала је улоге у серијама Вероника Марс као Џени Будош и Хероји као Деби Маршал. Године 2009. добила је улогу Квин Фабреј у фоксовом мјузиклу драма-комедији серији Гли. Агронова се појавила и у филмовима Ловци (2011), Ја сам број четири (2011), Породица (2013), Рајсфершлус (2015), Го (2015), Искушеништво (2017).

## Младост
Агронова је рођена у Савани, Џорџија, а одрасла у Сан Антонију, Тексас, и Сан Франциску, Калифорнија, као ћерка Мери и Роналда С. Агрона, генералног менаџера Хајат хотела. Отац јој потиче из јеврејске породице док је њена мајка прешла у јудаизам. Она је похађала јевреску школу и имала је Бар мицву. Похађала је Бурлингам средњу школу гдје је играла улогу Марти у мјузиклу Grease, такође је била укључена у дизајн сета, костима и слика. Плесала је од треће године, првенствено џез и балет а касније и хип-хоп. Била је заљубљена у театар и често учествовала у глумачким активностима. Такође је развила љубав према моди радећи у локалном бутику као тинејџер.